# Paštašuta
Paštašuta (redko tudi pašta šuta) je italijanska jed, znana tudi na Primorskem. 
Sestavljajo jo špageti in omaka. Sestavine omake so čebula, korenje, korenina peteršilja, gomolj zelene, sesekljano meso in paradižnikova mezga.
Skuhane špagete polijemo z omako in potresemo z naribanim sirom (najboljši je parmezan).